# Verwaltungsgliederung der Region Krasnodar
Die Region Krasnodar im Föderationskreis Südrussland der Russischen Föderation gliedert sich in 37 Rajons und 7 Stadtkreise (Stand 2014).
Die Rajons untergliedern sich in insgesamt 30 Stadtgemeinden (gorodskoje posselenije) und 352 Landgemeinden (selskoje posselenije).

## Stadtkreise
| [ 2 ] | Stadtkreis          | Einwohner | Fläche (km²) | Bevölkerungs- dichte (Ew./km²) | Stadt- bevölkerung | Land- bevölkerung | Weitere Ortschaften                                                                                                  | Anzahl Städte | Anzahl Dörfer |
| ----- | ------------------- | --------- | ------------ | ------------------------------ | ------------------ | ----------------- | --- | ------------- | ------------- |
| I     | Anapa               | 147.184   | 981,86       | 150                            | 58.990             | 88.194            | Anapskaja, Dschiginka, Gostagajewskaja, Jurowka, Sukko, Supsech, Winogradny, Witjasewo, Zibanobalka                  | 1             | 51            |
| II    | Armawir             | 208.103   | 279,2        | 745                            | 188.832            | 19.271            | Krasnaja Poljana, Sawetny, Staraja Staniza                                                                           | 1             | 11            |
| III   | Gelendschik         | 91.126    | 1.227,54     | 74                             | 54.980             | 36.146            | Archipo-Ossipowka, Diwnomorskoje, Kabardinka                                                                         | 1             | 20            |
| IV    | Gorjatschi Kljutsch | 57.289    | 1.755,55     | 33                             | 30.126             | 27.163            | Molkin, Saratowskaja                                                                                                 | 1             | 30            |
| V     | Krasnodar           | 832.532   | 841,36       | 990                            | 744.995            | 87.537            | Belosjorny, Berjosowy, Industrialny, Jelisawetinskaja, Lenina, Snamenski, Starokorsunskaja                           | 1             | 29            |
| VI    | Noworossijsk        | 298.253   | 834,94       | 357                            | 241.952            | 56.301            | Abrau-Djurso, Borissowka, Gaiduk, Myschako, Natuchajewskaja, Rajewskaja, Werchnebakanski                             | 1             | 24            |
| VII   | Sotschi             | 420.589   | 3.506,06     | 120                            | 347.932            | 72.657            | Krasnaja Poljana (Siedlung städtischen Typs) Gornoje Loo, Nischnjaja Schilowka, Orjol-Isumrud, Wessjoloje, Wyssokoje | 2             | 79            |

## Rajons
| [ 2 ] | Rajon               | Einwohner | Fläche (km²) | Bevölkerungs- dichte (Ew./km²) | Stadt- bevölkerung | Land- bevölkerung | Verwaltungssitz          | Gemeindesitze | Anzahl Stadtgemeinden | Anzahl Landgemeinden |
| ----- | ------------------- | --------- | ------------ | ------------------------------ | ------------------ | ----------------- | ------------------------ | --- | --------------------- | -------------------- |
| 1     | Abinski             | 91.909    | 1.624,1      | 57                             | 55.028             | 36.881            | Abinsk                   | Stadt: Abinsk, Achtyrski Land: Cholmskaja, Fjodorowskaja, Mingrelskaja, Olginski, Swetlogorskoje, Warnawinskoje | 2                     | 6                    |
| 2     | Apscheronski        | 98.891    | 2.443,24     | 40                             | 67.110             | 31.781            | Apscheronsk              | Stadt: Apscheronsk, Chadyschensk, Neftegorsk Land: Kabardinskaja, Kubanskaja, Kurinskaja, Mesmai, Nischegorodskaja, Nowyje Poljany, Otdaljonny, Tschernigowskoje, Twerskaja                                          | 3                     | 9                    |
| 3     | Beloglinski         | 31.303    | 1.493,99     | 21                             |                    | 31.303            | Belaja Glina             | Land: Belaja Glina, Nowopawlowka, Uspenskaja, Zentralny |                       | 4                    |
| 4     | Beloretschenski     | 105.788   | 1.326,58     | 80                             | 53.892             | 51.896            | Beloretschensk           | Stadt: Beloretschensk Land: Bscheduchowskaja, Druschny, Juschny, Molodjoschny, Perwomaiski, Pschechskaja, Rjasanskaja, Rodniki, Schkolnoje, Welikowetschnoje                                                         | 1                     | 10                   |
| 5     | Brjuchowezki        | 53.028    | 1.376,22     | 39                             |                    | 53.028            | Brjuchowezkaja           | Land: Baturinskaja, Bolschoi Beissug, Brjuchowezkaja, Nowodscherelijewskaja, Nowoje Selo, Perejaslowskaja, Swobodnoje, Tschepiginskaja                                                                               |                       | 8                    |
| 6     | Dinskoi             | 126.871   | 1.351,96     | 94                             |                    | 126.871           | Dinskaja                 | Land: Agronom, Dinskaja, Juschny, Krasnoselskoje, Nowotitarowskaja, Nowowelitschkowskaja, Perworetschenskoje, Plastunowskaja, Staromyschastowskaja, Wassjurinskaja                                                   |                       | 10                   |
| 7     | Gulkewitschski      | 101.521   | 1.394,47     | 73                             | 49.622             | 51.899            | Gulkewitschi             | Stadt: Girei, Gulkewitschi, Krasnoselski Land: Komsomolski, Kuban, Nikolenskoje, Nowoukrainskoje, Otrado-Kubanskoje, Otrado-Olginskoje, Puschkinskoje, Skobelewskaja, Sokolowskoje, Tschaplygin, Tyssjatschny, Wenzy | 3                     | 12                   |
| 8     | Jeiski              | 141.245   | 2.102,9      | 67                             | 87.769             | 53.476            | Jeisk                    | Stadt: Jeisk Land: Alexandrowka, Dolschanskaja, Jassenskaja, Oktjabrski, Kamyschewatskaja, Komsomolez, Kopanskaja, Kuchariwka, Morewka, Sowetski                                                                     | 1                     | 10                   |
| 9     | Kalininski          | 50.691    | 1.499,54     | 34                             |                    | 50.691            | Kalininskaja             | Land: Boikoponura, Dschumailowka, Gretschanaja Balka, Grischkowskoje, Griwenskaja, Kalininskaja, Nowonikolajewskaja, Starowelitschkowskaja                                                                           |                       | 8                    |
| 10    | Kanewskoi           | 102.624   | 2.485,78     | 41                             |                    | 102.624           | Kanewskaja               | Land: Kanewskaja, Krasnogwardejez, Kubanskaja Step, Nowoderewjankowskaja, Nowominskaja, Pridoroschnaja, Priwolnaja, Staroderewjankowskaja, Tschelbasskaja                                                            |                       | 9                    |
| 11    | Kawkasski           | 125.210   | 1.227,45     | 102                            | 80.765             | 44.445            | Kropotkin                | Stadt: Kropotkin Land: Dmitrijewskaja, imeni M. Gorkowo, Kasanskaja, Kawkasskaja, Lossewo, Mirskoi, Priwolny, Temischbekskaja                                                                                        | 1                     | 8                    |
| 12    | Korenowski          | 85.264    | 1.425,93     | 60                             | 41.166             | 44.098            | Korenowsk                | Stadt: Korenowsk Land: Babitsche-Korenowski, Bratkowskoje, Burakowski, Djadkowskaja, Nowoberesanski, Platnirowskaja, Rasdolnaja, Schurawskaja, Sergijewskaja                                                         | 1                     | 9                    |
| 13    | Krasnoarmeiski      | 102.508   | 1.897,73     | 54                             |                    | 102.508           | Poltawskaja              | Land: Iwanowskaja, Marjanskaja, Nowomyschastowskaja, Oktjabrski, Poltawskaja, Protitschka, Starodscherelijewskaja, Staronischesteblijewskaja, Trudobelikowski, Tscheburgolskaja                                      |                       | 10                   |
| 14    | Krylowski           | 35.930    | 1.363,05     | 26                             |                    | 35.930            | Krylowskaja              | Land: Krylowskaja, Kugojeiskaja, Nowopaschkowskaja, Nowosergijewskaja, Oktjabrskaja, Schewtschenkowskoje |                       | 6                    |
| 15    | Krymski             | 132.143   | 1.601,25     | 83                             | 57.382             | 74.761            | Krymsk                   | Stadt: Krymsk Land: Adagum, Juschny, Kijewskoje, Mertschanskoje, Moldawanskoje, Nischnebakanskaja, Nowoukrainski, Pawlowski, Troizkaja, Warenikowskaja                                                               | 1                     | 10                   |
| 16    | Kurganinski         | 103.036   | 1.538,85     | 67                             | 47.970             | 55.066            | Kurganinsk               | Stadt: Kurganinsk Land: Konstantinowskaja, Michailowskaja, Nowoalexejewskaja, Oktjabrski, Petropawlowskaja, Rodnikowskaja, Stepnoi, Temirgojewskaja, Wosdwischenskaja                                                | 1                     | 9                    |
| 17    | Kuschtschowski      | 67.164    | 2.372,16     | 28                             |                    | 67.164            | Kuschtschowskaja         | Land: Glebowka, Iljinskoje, Kisljakowskaja, Krasnaja Poljana, Krasnoje, Kuschtschowskaja, Nowomichailowskoje, Perwomaiski, Poltawtschenskoje, Rasdolnoje, Schkurinskaja, Srednije Tschuburki                         |                       | 12                   |
| 18    | Labinski            | 101.837   | 1.870,66     | 54                             | 62.864             | 38.973            | Labinsk                  | Stadt: Labinsk Land: Achmetowskaja, Charkowski, Kaladschinskaja, Lutsch, Otwaschnaja, Perwaja Sinjucha, Sassowskaja, Sladki, Tschamlykskaja, Upornaja, Wladimirskaja, Wosnessenskaja                                 | 1                     | 12                   |
| 19    | Leningradski        | 63.505    | 1.416,16     | 45                             |                    | 63.505            | Leningradskaja           | Land: Bely, Bitschewy, Korschi, Krylowskaja, Kulikowski, Leningradskaja, Nowoplatnirowskaja, Obraszowy, Oktjabrski, Perwomaiski, Sapadny, Umanski                                                                    |                       | 12                   |
| 20    | Mostowski           | 71.178    | 3.699,01     | 19                             | 35.914             | 35.264            | Mostowskoi               | Stadt: Mostowskoi, Psebai Land: Andrjuki, Bagowskaja, Benokowo, Beslenejewskaja, Gubskaja, Jaroslawskaja, Kostromskaja, Machoschewskaja, Pereprawnaja, Schedok, Unarokowo, Wostotschny                               | 2                     | 12                   |
| 21    | Nowokubanski        | 86.311    | 1.822,37     | 47                             | 34.880             | 51.431            | Nowokubansk              | Stadt: Nowokubansk Land: Besskorbnaja, Gluboki, Kirowa, Kowalewskoje, Ljapino, Prikubanski, Protschnookopskaja, Sowetskaja                                                                                           | 1                     | 8                    |
| 22    | Nowopokrowski       | 44.116    | 2.155,63     | 20                             |                    | 44.116            | Nowopokrowskaja          | Land: Gorkaja Balka, Iljinskaja, Kalnibolotskaja, Kubanski, Nesamajewski, Nowoiwanowskaja, Nowopokrowskaja, Nowopokrowski                                                                                            |                       | 8                    |
| 23    | Otradnenski         | 64.862    | 2.453,09     | 26                             |                    | 64.862            | Otradnaja                | Land: Besstraschnaja, Blagodarnoje, Gussarowskoje, Majak, Malotenginskaja, Nadjoschnaja, Otradnaja, Peredowaja, Podgornaja, Podgornaja Sinjucha, Poputnaja, Rud, Spokoinaja, Udobnaja                                |                       | 14                   |
| 24    | Pawlowski           | 67.521    | 1.788,8      | 38                             |                    | 67.521            | Pawlowskaja              | Land: Atamanskaja, Nesamajewskaja, Nowoleuschkowskaja, Nowopetrowskaja, Nowoplastunowskaja, Oktjabrski, Pawlowskaja, Sewerny, Staroleuschkowskaja, Uporny, Wessjolaja                                                |                       | 11                   |
| 25    | Primorsko-Achtarski | 60.327    | 2.503,63     | 24                             | 32.257             | 28.070            | Primorsko-Achtarsk       | Stadt: Primorsko-Achtarsk Land: Achtarski, Borodinskaja, Brinkowskaja, Nowopokrowski, Olginskaja, Priasowskaja, Stepnaja, Swobodny                                                                                   | 1                     | 8                    |
| 26    | Schtscherbinowski   | 37.301    | 1.377,07     | 27                             |                    | 37.301            | Staroschtscherbinowskaja | Land: Glafirowka, Jeiskoje Ukreplenije, Jekaterinowka, Nikolajewka, Nowoschtscherbinowskaja, Schabelskoje, Schtscherbinowski, Staroschtscherbinowskaja                                                               |                       | 8                    |
| 27    | Sewerski            | 112.942   | 2.122,04     | 53                             | 51.376             | 61.566            | Sewerskaja               | Stadt: Afipski, Ilski, Tschernomorski Land: Asowskaja, Grigorjewskaja, Kaluschskaja, Lwowskoje, Michailowskoje, Nowodmitrijewskaja, Schabanowskoje, Sewerskaja, Smolenskaja                                          | 3                     | 9                    |
| 28    | Slawjanski          | 129.553   | 2.198,58     | 59                             | 63.842             | 65.711            | Slawjansk am Kuban       | Stadt: Slawjansk am Kuban Land: Anastassijewskaja, Atschujewo, Baranikowski, Galizyn, Golubaja Niwa, Korschewski, Majewski, Petrowskaja, Prikubanski, Rissowy, Saboiski, Sowchosny, Tschernojerkowskaja, Zelinny     | 1                     | 14                   |
| 29    | Starominski         | 40.755    | 1.060,33     | 38                             |                    | 40.755            | Starominskaja            | Land: Kanelowskaja, Nowojassenskaja, Rasswet, Starominskaja, Wostotschny Sossyk |                       | 5                    |
| 30    | Tbilisski           | 48.536    | 991,65       | 49                             |                    | 48.536            | Tbilisskaja              | Land: Alexeje-Tenginskaja, Geimanowskaja, Lowlinskaja, Marjinski, Nowowladimirowskaja, Pestschany, Tbilisskaja, Wannowskoje                                                                                          |                       | 8                    |
| 31    | Temrjukski          | 117.904   | 1.956,46     | 60                             | 38.046             | 79.858            | Temrjuk                  | Stadt: Temrjuk Land: Achtanisowskaja, Fontalowskaja, Golubizkaja, Kurtschanskaja, Saporoschskaja, Sennoi, Starotitarowskaja, Strelka, Taman, Tamanski, Wyschesteblijewskaja                                          | 1                     | 11                   |
| 32    | Tichorezki          | 122.401   | 1.825,46     | 67                             | 61.823             | 60.578            | Tichorezk                | Stadt: Tichorezk Land: Alexejewskaja, Archangelskaja, Bratski, Chopjorskaja, Fastowezkaja, Jeremisino-Borissowskaja, Jugo-Sewernaja, Krutoi, Noworoschdestwenskaja, Otradnaja, Parkowy, Ternowskaja                  | 1                     | 12                   |
| 33    | Timaschowski        | 106.130   | 1.506,43     | 70                             | 53.924             | 52.206            | Timaschewsk              | Stadt: Timaschewsk Land: Bednjagina, Dneprowskaja, Leninski, Medwedowskaja, Nesaimanowski, Nowokorsunskaja, Rogowskaja, Sowetski, Tanzura Kramarenko                                                                 | 1                     | 9                    |
| 34    | Tuapsinski          | 126.822   | 2.399,2      | 53                             | 78.728             | 48.094            | Tuapse                   | Stadt: Dschubga, Nowomichailowski, Tuapse Land: Georgijewskoje, Nebug, Oktjabrski, Schaumjan, Schepsi, Tenginka, Zypka                                                                                               | 3                     | 7                    |
| 35    | Uspenski            | 41.273    | 1.129,98     | 37                             |                    | 41.273            | Uspenskoje               | Land: Konokowo, Kurgokowski, Malamino, Nikolajewskaja, Trjochselskoje, Ubeschenskaja, Urupski, Uspenskoje, Wessjoly, Wolnoje                                                                                         |                       | 10                   |
| 36    | Ust-Labinski        | 112.900   | 1.510,98     | 75                             | 43.270             | 69.630            | Ust-Labinsk              | Stadt: Ust-Labinsk Land: Alexandrowski, Beslesny, Bratski, Dwubratski, Kirpilskaja, Ladoschskaja, Nekrassowskaja, Nowolabinskaja, Schelesny, Suworowskoje, Tenginskaja, Wimowez, Woroneschskaja, Wostotschnaja       | 1                     | 14                   |
| 37    | Wysselkowski        | 60.271    | 1.730,88     | 35                             |                    | 60.271            | Wysselki                 | Land: Beissug, Beissuschok Wtoroi, Beresanskaja, Businowskaja, Gasyr, Irklijewskaja, Krupskaja, Nowobeissugskaja, Nowomalorossijskaja, Wysselki                                                                      |                       | 10                   |